# Jogo da mora
O jogo da mora, ou apenas mora, é uma tradição com origem no antiquíssimo jogo da Morra, levado da região italiana do Vêneto para o Brasil por imigrantes. A palavra significa "morra!". 
O jogo tradicionalmente é realizado em língua vêneta ou talian e se resume em acertar o número do conjunto de dedos da mão que os contendores sucessivamente apresentam sobre uma mesa, batendo os dedos sobre ela. A dificuldade é a rapidez com que isso se desenvolve, o que gera sempre um grande entusiasmo em todos que se traduz em exclamações e impropérios em alta voz. Os jogadores vão apresentando os dedos e gritando os números supostos até um deles acertar a soma. Se um jogador acerta o número deve acusá-lo dizendo mio! ou sa la mora!, ou alla mora!, senão o ponto não é marcado e o adversário — el da sora — prossegue. Se mais de um acerta, também não se marca ponto. Se os jogadores são experientes o jogo pode se tornar violento e causar ferimentos nos dedos, pela força e velocidade empregadas e pela sucessão de inúmeras batidas.
O jogo exige grande agilidade manual, reflexos apurados e grande atenção e vivacidade mental, entre o veloz movimento dos dedos e a incessante pronúncia dos números. A pontuação necessária para a vitória é convencionada previamente, variando de 12 a 21 pontos. Pode haver um ou dois juízes, e disputado individualmente ou em parcerias. A mora tem diversas variantes:
- mora sonada (cantada), com a numeração entoada em versos
- mora ciamada  (chamada)
- mora morina, com um número pré-escolhido sendo cantado até ele aparecer no jogo
- mora in pressia (apressada, corrida), jogada com muita rapidez, a mais usual
- punto parola (mora lenta), com batidas na mesa entre os jogos
- mora muta (muda), com sorteio prévio de números pares ou ímpares